# Roberto Amato
Roberto Amato (Viareggio, 1953) è un poeta italiano.

## Biografia
Roberto Amato è nato a Viareggio nel 1953da padre calabrese e madre toscana. Scoperto da Manlio Cancogni e da Cesare Garboli, esordisce nel 2003 con Le cucine celesti, volume con il quale vince il Premio Viareggio per la poesia. Tre anni più tardi, con L'agenzia di viaggi, vince il Premio Spallicci. Sempre in bilico tra lirica e parvenza narrativa, i suoi libri si susseguono con una certa regolarità: nel 2009 esce Il disegnatore di alberi, cui segue nel 2011 L'acqua alta e nel 2012 Lo scrittore di saggi, dove il verso sconfina apertamente nella prosa. Nel 2015 esce Le città separate e nel 2018 Le attitudini terrestri. Nel 2022 pubblica Quartetto per la fine del tempo (Premio Pisa e Premio Frascati). 

## Opere
- Le cucine celesti, Reggio Emilia, Diabasis, 2003 ISBN 88-8103-254-6
- L'agenzia di viaggi, Reggio Emilia, Diabasis, 2006 ISBN 88-8103-419-0
- Il disegnatore di alberi, Roma, Elliot, 2009 ISBN 978-88-6192-072-9
- L'acqua alta, Roma Elliot, 2011 ISBN 978-88-6192-134-4
- Lo scrittore di saggi, Roma, Elliot, 2012 ISBN 978-88-6192-269-3
- Le città separate, Roma, Elliot, 2015 EAN 9788861928527
- Le attitudini terrestri, Roma, Elliot, 2018 ISBN 978-88-6993-575-6
- Quartetto per la fine del tempo, Roma, Elliot, 2022 ISBN 978-88-927-6160-5

## Collaborazioni web
Roberto Amato per Nuovi Argomenti.
 Roberto Amato per La Balena Bianca.